# GSC3986-3388
GSC3986-3388 — хімічно пекулярна зоря спектрального класу B9, що має видиму зоряну величину в смузі V приблизно 10,0.

## Пекулярний хімічний склад
Зоряна атмосфера GSC3986-3388 має підвищений вміст 
Si
.